# Carbometallazione
Con il termine carbometallazione in chimica organometallica si intende in generale l'addizione nucleofila di un legame carbonio–metallo ad un legame multiplo carbonio–carbonio. Il termine carbometallazione fu introdotto da Ei-ichi Negishi nel 1978, e in seguito è stato rapidamente adottato nella chimica organometallica.
Nella reazione di carbometallazione il composto organometallico può essere di vario tipo, comprendendo reattivi di organo-litio, reattivi di organo-rame, reattivi di Grignard, e composti di altri metalli. I substrati organici insaturi più comuni sono alcheni e alchini, ma sono state usate anche altre classi di composti come dieni coniugati, alleni e polieni. Nella figura seguente è esemplificato il caso della reazione tra un alchino e un generico composto organometallico R"–M:
Si può notare che la carbometallazione converte inizialmente un composto organometallico in un altro composto organometallico con un residuo organico più grande. L'addizione può produrre l'isomero cis o trans, e quindi con alchini asimmetrici il controllo della regioselettività è importante dato che il composto organometallico può addizionarsi in due modi diversi. Il prodotto formato può essere isolato se è più stabile dell'organometallo iniziale, altrimenti possono seguire altri processi. Nella figura è esemplificata la rimozione del metallo tramite un elettrofilo E+, ma sono comuni anche reazioni di oligomerizzazione e polimerizzazione del doppio legame.

## Esempio
Un esempio specifico di reazione di carbometallazione è l'addizione di etillitio al difenilacetilene (in alto nella figura seguente) come primo passo per la sintesi di tamoxifene. Il litio presente nel prodotto di addizione (tra parentesi quadre) è rimosso con triisopropilborato, formando un acido boronico R–B(OH)2. Un ulteriore passaggio (reazione di Suzuki) porta infine al tamoxifene (in basso a sinistra nella figura). 